# زیردریایی کی-۱۲۹ (۱۹۶۰)
زیردریایی کا-۱۲۹ (۱۹۶۰) (به روسی: Б-103, К-129) یک زیردریایی بود که طول آن ۱۰۰ متر (۳۳۰ فوت) بود. این زیردریایی در سال ۱۹۵۷ ساخته شد.